# Romeinse ritus

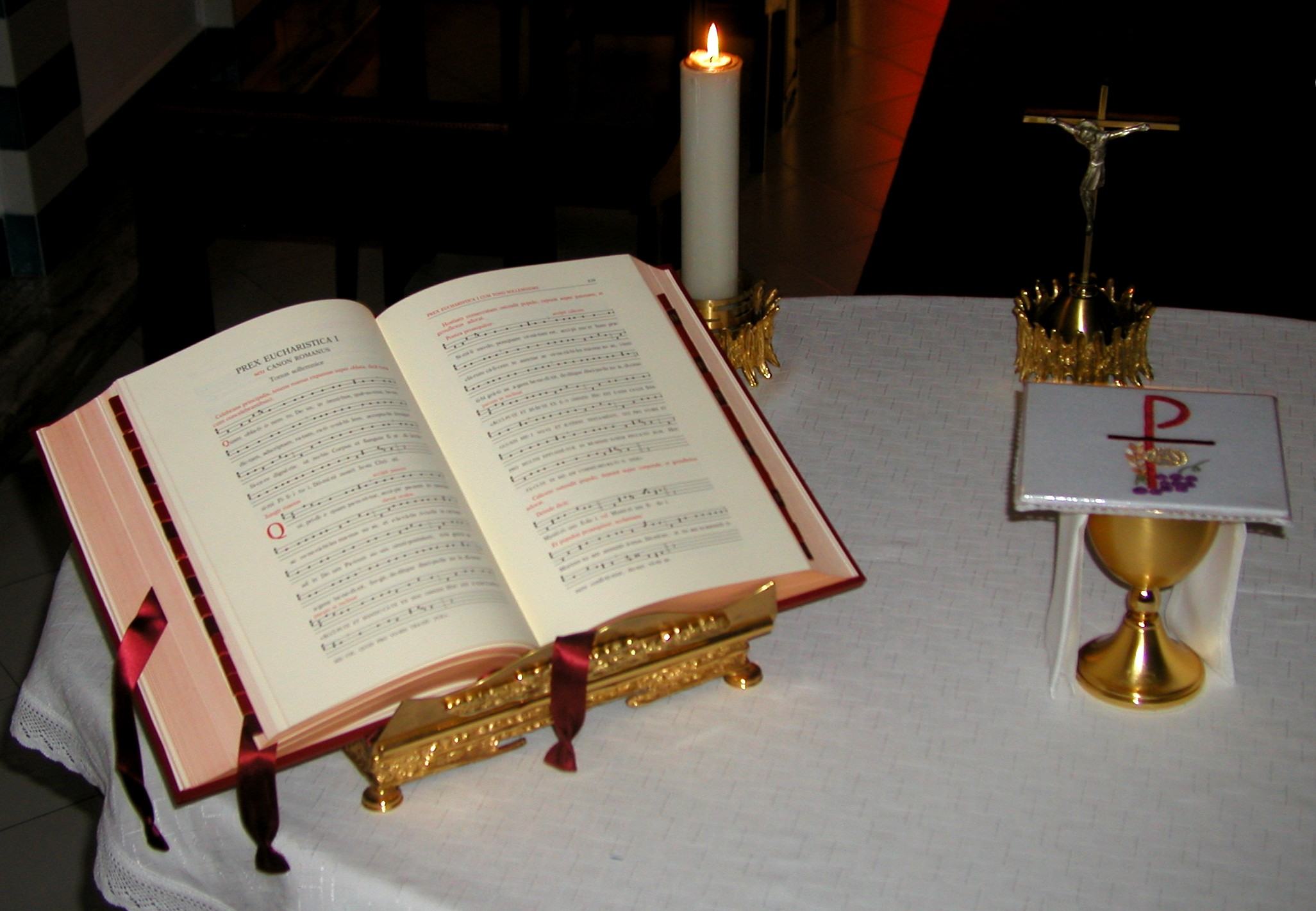
2002 editie van de Missale Romanum

De Romeinse ritus of Romeinse liturgie is de liturgie zoals die in de Katholieke Kerk gebruikelijk is. In het verleden bestonden naast de Romeinse ritus nog verschillende andere Westerse liturgieën die zich aanvankelijk onafhankelijk van Rome hadden ontwikkeld, zoals de Keltische ritus en de Gallicaanse ritus, maar deze zijn (nagenoeg) volledig verdwenen. 
De eerste beschrijving van de Romeinse ritus dateert van rond 150. In 1570 werd de Romeinse ritus gecodificeerd, en min of meer dwingend opgelegd. De enige uitzonderingen golden voor kloosterorden of kerken die al meer dan 200 jaar een eigen ritus volgden. De Mozarabische liturgie wordt nog gevolgd in een zijkapel van de kathedraal van Toledo en een kapel van de kathedraal van Salamanca; de Ambrosiaanse liturgie vindt men nog in het aartsbisdom Milaan en enkele gebieden in het Zwitserse kanton Ticino (Tessin). Daarnaast behielden Lyon en Braga hun eigen ritus. De in 1570 gecodificeerde vorm van de Romeinse ritus wordt de Tridentijnse ritus genoemd.
Enkele jaren na het Tweede Vaticaans Concilie (1962-1965) werd een nieuwe liturgie vastgesteld. De oude werd echter officieel niet afgeschaft, zodat de Romeinse liturgie sinds 1969 twee vormen kent:
- de gewone vorm: de Novus Ordo Missae
- de buitengewone vorm: de Tridentijnse mis

De Tridentijnse mis kon na 1976 in de praktijk alleen met speciale toestemming worden gevierd. In 2007 gaf paus Benedictus XVI met het motu proprio "Summorum Pontificum" meer ruimte voor het volgen van de Tridentijnse mis. In 2021 draaide paus Franciscus dit deels terug: met "Traditionis custodes" legde hij strengere regels op voor het gebruik van deze vorm. Hierin staat onder andere dat de plaatselijke bisschop bepaalt wie in zijn bisdom de buitengewone vorm mag vieren.